# Ischnacanthus
Ischnacanthus je rod izumrlih riba koji pripada razredu Acanthodii
(tzv. bodljikavih morskih pasa). Vrste roda Ischnacanthus živjele su početkom devona. Imale su čeljusti sa sitnim zubima ili rjeđe bez njih. Iako uglavnom malih dimenzija, neke su vrste mogle narasti do duljine od dva metra.
Najpoznatije nalazište fosila ovog roda je Tillywhandland quarry u Škotskoj, ali neki su primjerci pronađeni i u Sjevernoj Americi

## Vanjske poveznice
- Ischnacanthus gracilis na Fossilmall.com, pristupljeno 17. lipnja 2014.